# Номограма Грузинова
Номограма Грузинова (рос. номограмма Грузинова; англ. Gruzinov’s nomograph (abac, alignment chart); нім. Grusinowsches Nomogramm n) — графіки залежності зведеної напруги, яка виникає в насосних штангах під дією змінних навантажень, від глибини опускання штангового насоса у свердловину за різних діаметрів насосів і штанг. Номограма Грузинова використовується для вибору конструкції колони насосних штанг для штангово-насосної експлуатації свердловин.